# Sebastião Lazaroni
Sebastião Barroso Lazaroni (Muriaé, 25 september 1950) is een Braziliaans voormalig voetbaltrainer.
Lazaroni stond tijdens zijn trainersloopbaan bij vele clubs als eindverantwoordelijke aan het roer. In Europa was hij, naast Fenerbahçe, werkzaam bij Fiorentina, Bari, Trabzonspor en Marítimo, zonder al te veel succes.

## Trainerscarrière
Lazaroni staat in Brazilië bekend als de manager die probeerde de liberopositie in het Braziliaanse voetbal te introduceren. Hij gebruikte een 3-5-2 formatie tijdens het WK 1990, wat uitliep op een debacle. Brazilië werd in de tweede ronde uitgeschakeld door Argentinië. Onder leiding van Lazaroni sloot Brazilië 21 van de 35 gespeelde wedstrijden winnend af. Hij won met het land de Copa América 1989, de eerste Copa América-titel van het team in 39 jaar.
Hij staat ook bekend als de hoofdcoach van de Turkse club Fenerbahçe dat het 40-jarige ongeslagen Europese thuisrecord van Manchester United in de UEFA Champions League-wedstrijd in 1996 beëindigde.
Hij werd in 2011 aangesteld als bondscoach van Qatar als opvolger van Milovan Rajevac, maar werd uiteindelijk vier maanden later ontslagen vanwege tegenvallende resultaten. De Qatarese voetbalbond gaf het niet doorkomen van de groepsfase van de Pan Arab Games 2011 als reden van zijn ontslag. Hij werd officieel ontslagen op 3 januari 2012 nadat zijn contract werd ontbonden door QFA.

## Erelijst
Flamengo
- Campeonato Carioca: 1986

 Vasco da Gama
- Campeonato Carioca: 1987, 1988

 Al-Hilal
- Saudi Crown Prince Cup: 1995

 Yokohama Marinos
- J.League Cup: 2002

 Qatar Sports Club
- Qatar Crown Prince Cup: 2009
- Qatari Stars Cup: 2014

 Shanghai Shenhua
- CFA Super Cup: 1999

 Brazilië
- CONMEBOL Copa América: 1989

Individueel
- Zuid-Amerikaans Trainer van het Jaar: 1989
- Qatar Trainer van het Jaar: 2009

1 Taffarel ·
2 Mazinho ·
3 Mauro Galvão ·
4 André Cruz ·
5 Branco ·
6 Ricardo Gomes  ·
7 Bebeto ·
8 Geovani Silva · 
9 Valdo ·
10 Tita ·
10 Bismarck ·
11 Romário ·
12 Acácio ·
13 Josimar ·
13 Zé Teodoro ·
14 Aldair ·
15 Alemão ·
16 Cristóvão ·
17 Dunga ·
18 Renato Gaúcho ·
19 Baltazar ·
20 Paulo Silas ·
21 Charles ·
22 Zé Carlos ·
Coach: Lazaroni
1 Taffarel ·
2 Jorginho ·
3 Ricardo Gomes  ·
4 Dunga ·
5 Alemão ·
6 Branco ·
7 Bismarck ·
8 Valdo ·
9 Careca ·
10 Paulo Silas ·
11 Romário ·
12 Acácio ·
13 Carlos Mozer ·
14 Aldair ·
15 Müller ·
16 Bebeto ·
17 Renato Gaúcho ·
18 Mazinho ·
19 Ricardo Rocha ·
20 Tita ·
21 Mauro Galvão ·
22 Zé Carlos ·
Coach: Lazaroni